# Torymus pulchellus
Torymus pulchellus är en stekelart som beskrevs av Thomson 1876. Torymus pulchellus ingår i släktet Torymus och familjen gallglanssteklar. Arten är reproducerande i Sverige. Inga underarter finns listade i Catalogue of Life.